# Harold Eugene Edgerton

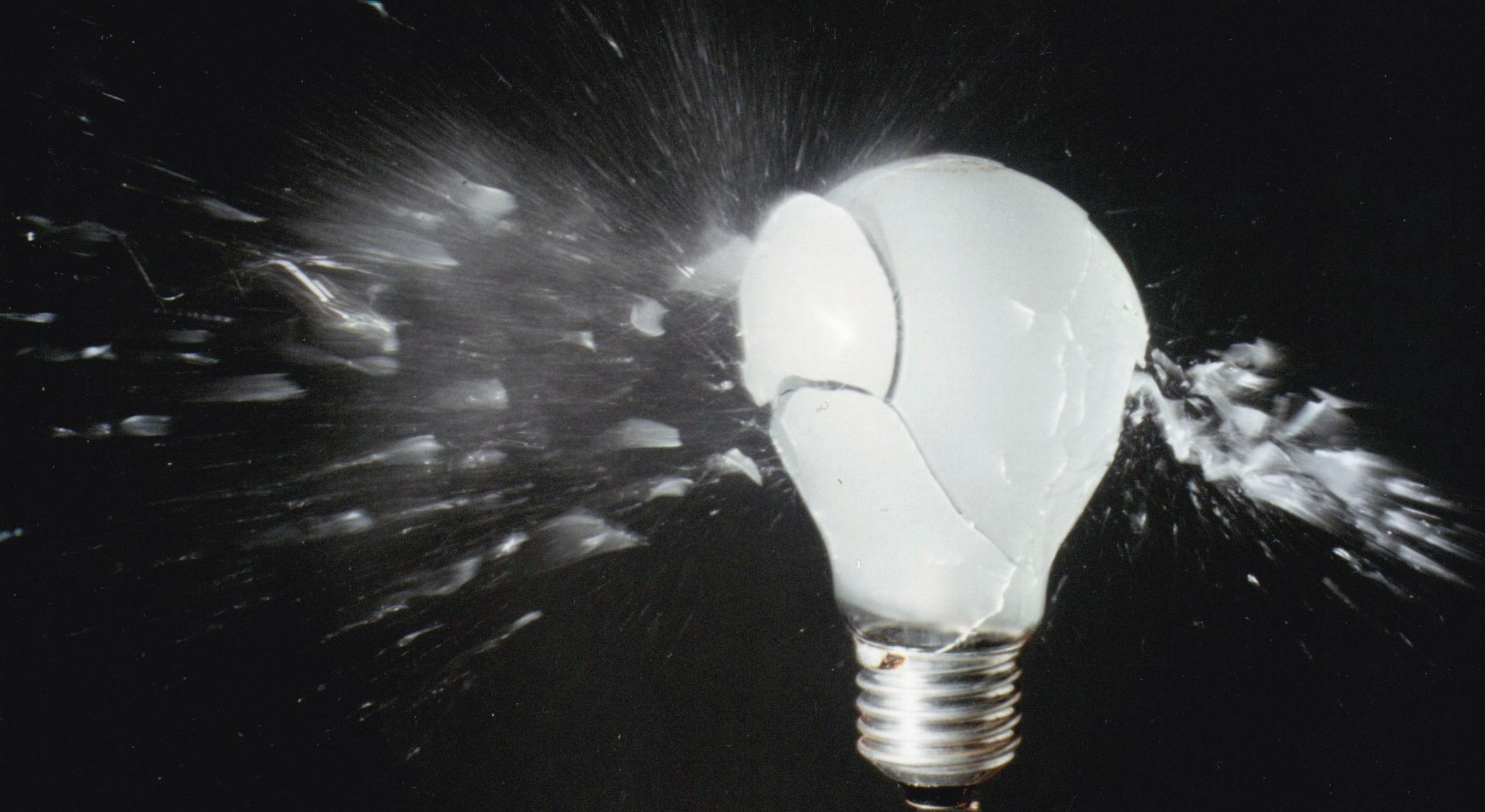
Střela ze vzduchovky rozbíjí žárovku.

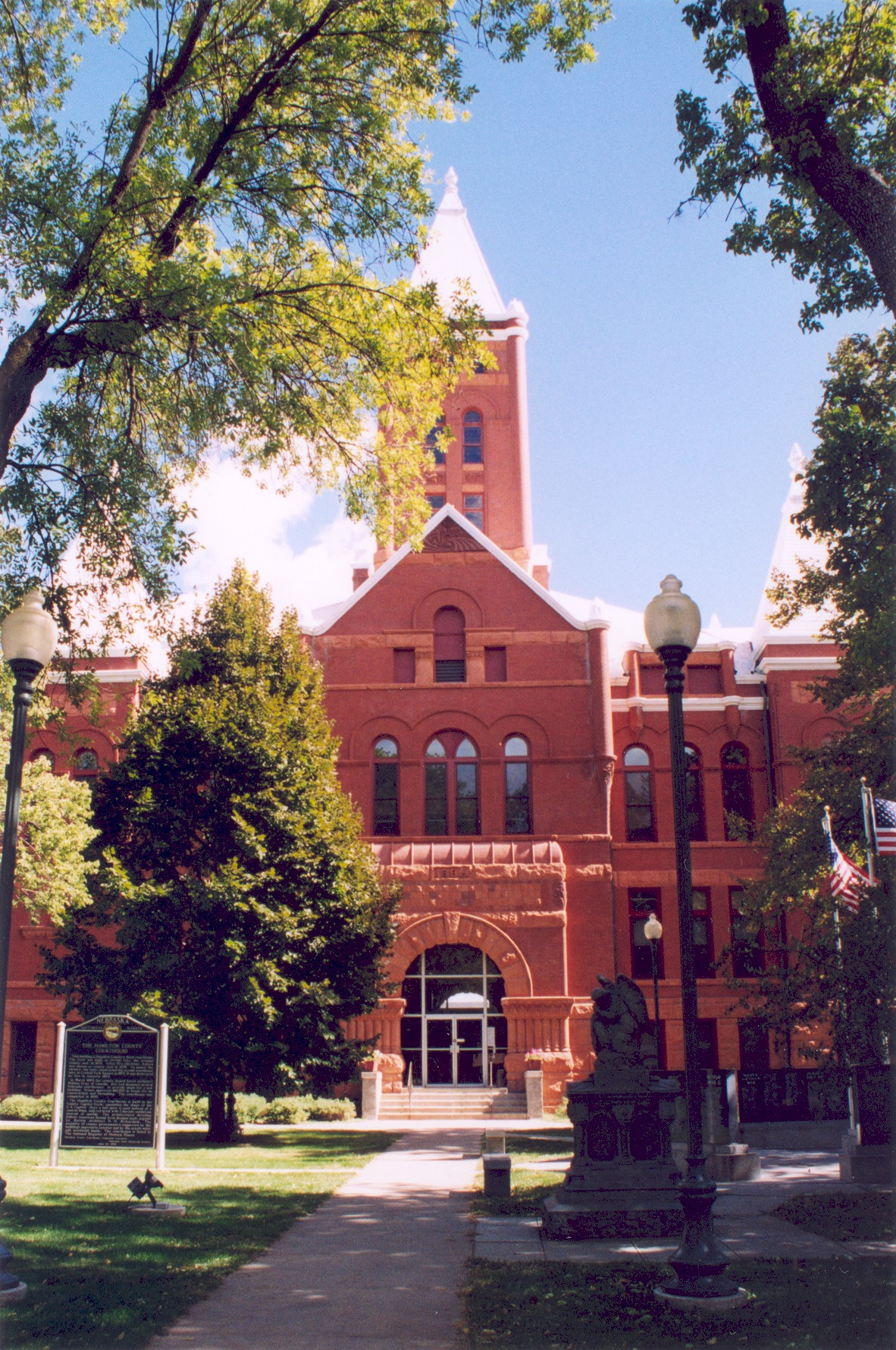
Dům v Nebrasce, USA, na jehož střeše na památku Edgertona v noci probleskují stroboskopy.

Harold Eugene Edgerton (6. dubna 1903, Fremont, Nebraska – 4. ledna 1990, Cambridge, Massachusetts) byl americký inženýr, vynálezce stroboskopu a pionýr vysokorychlostní chronofotografie. Podílel se na vývoji nových metod sériového snímání, které sloužily k výzkumu jednotlivých fází pohybu. Navázal na výzkumy Eadwearda Muybridge, který se začal o pohyb zajímat již v roce 1873.

## Vynálezy
Již při studiu na Massachusettském technologickém institutu se Edgerton věnoval vynálezům v oblasti vysokorychlostní fotografie. V roce 1927 získal magisterský titul.

### Stroboskop

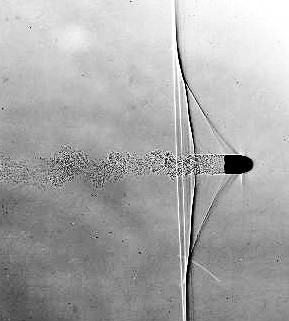
Stroboskopová fotografie jako od Edgertona, kterou pořídil student univerzity MIT Daniel Smith v roce 1962

Roku 1923 Harold Edgerton vynalezl xenonový blesk a synchronizaci. V roce 1931 Harold Edgerton vynalezl elektronickou obdobu stroboskopu, při které použil přerušované elektronické výbojkové světlo. Ve své době jej použil ke studiu strojních součástí synchronních motorů v pohybu. O něco později použil sérii velmi krátkých záblesků světla k vytvoření ostrých fotografií velmi rychle se pohybujících objektů. Dokázal vytvořit záblesky o délce 1/500 000 sekundy. Tento krátký čas spolu s precizní synchronizací vedly ke vzniku fotografií rozprskávajícího se balónku naplněného vodou nebo průniku střely jablkem.
V roce 1937 spolu s albánským fotografem Gjonem Milim zaznamenali rychlé pohyby osvícené stroboskopem na jedno políčko filmu. Vznikly tak známé fotografie kapky mléka dopadající na rozpálený červený kov, okamžik výkopu rugbyového míče, odpálení golfového míčku, piruety baletky, nebo tenisty při podání.
Tyto historické série sekvenčních obrázků byly důležitým impulsem k rozvoji „pohyblivých obrazů“ kinofilmu.

### Nukleární fotografie
Edgerton pracoval od roku 1940 na armádním projektu, při kterém vyvinul tzv. kameru Rapid Action Electronic. S její pomocí pořídil snímek výbuchu jaderné bomby. Expoziční doby klesaly až k časům okolo deseti nanosekund. K tak krátkému času expozice poskytla dostatek světla samotná exploze bomby.

## Ocenění
- Cena za kulturu Německé fotografické společnosti

## Další chronofotografové
- Eadweard Muybridge (1830–1904) – průkopník chronofotografie
- Étienne-Jules Marey (1860–1904) – francouzský lékař, fyziolog a fotograf série Muž, který sesedá z kola (1890–1895) – vynálezce chronofotografické pušky.
- August (1862–1954) a Luis (1864–1948) Lumièrové vyvinuli roku 1895 kinematograf (z řečtiny pohyblivý zapisovač).
- Ottomar Anschütz (1846–1907) – německý vynálezce a chronofotograf.
- Ernst Kohlrausch (1850–1923) – sportovní výzkumník a pionýr filmu.
- Thomas Eakins (1844–1916) – americký malíř, fotograf a sochař.
- Anton Giulio Bragaglia (1890–1960) – pionýr italské futuristické fotografie.
- Jean-Martin Charcot (1825–1893) – Pařížský neurolog.
- Albert Londe (1858–1917) – francouzský lékařský chronofotograf.